# 新巷 (大字)
新巷，又寫為新港，是台灣嘉義縣新港鄉的一個傳統地域名稱，也是全鄉行政中心所在地，位於該鄉中部。相較於今日行政區，其範圍大致包括宮前村不含東部中央地帶、宮後村不含東北部、大興村不含東北端、福德村不含南端中西部、共和村東部中央凸出部分。

## 歷史
台灣清治末期至日治初期，新巷地區為一街庄，稱為「新港街」，隸屬於打貓西堡。該庄北與後庄、古民庄為鄰，東與大潭庄、後底湖庄為鄰，南邊東段及中段分別為菜公厝庄、潭仔墘庄，南邊西段及西邊為埤頭庄。
1901年（日治明治三十四年）11月，全台廢縣廳改設二十廳，該街隸屬於嘉義廳。1903年（明治三十六年）6月，該街編入「新港區」，隸屬於嘉義廳。1909年（明治四十二年）10月，合併二十廳為十二廳，新港區仍隸屬於嘉義廳。1920年（大正九年），全台地方制度大改正，廢十二廳改設五州二廳，該街改制並改名為「新巷」大字，隸屬於臺南州嘉義郡新巷庄。
戰後新巷庄改制並改名為新港鄉，隸屬於臺南縣，大字亦改制為村。1950年10月，雲、嘉、南分治，新港鄉改隸屬嘉義縣。

## 聚落
本地區發展較早的聚落為新港，在日治期初期的官方地圖上已有記載。

## 交通
- 縣道157號
- 縣道159號
- 縣道164號

## 學校
- 新港藝術高中
- 新港國中
- 新港國小
- 文昌國小

## 文化資產
- 新港奉天宮（縣定古蹟）
- 新港大興宮（縣定古蹟）
- 林開泰診療所舊宅（縣定古蹟）
- 新港藝術高中傳統民宅（歷史建築）

## 其他廟宇
- 文昌國小文昌祠